# 2022 en sport
| Années du cyclisme : 2019 - 2020 - 2021 - 2022 - 2023 - 2024 - 2025    |
| Décennies du cyclisme : 1990 - 2000 - 2010 - 2020 - 2030 - 2040 - 2050 |

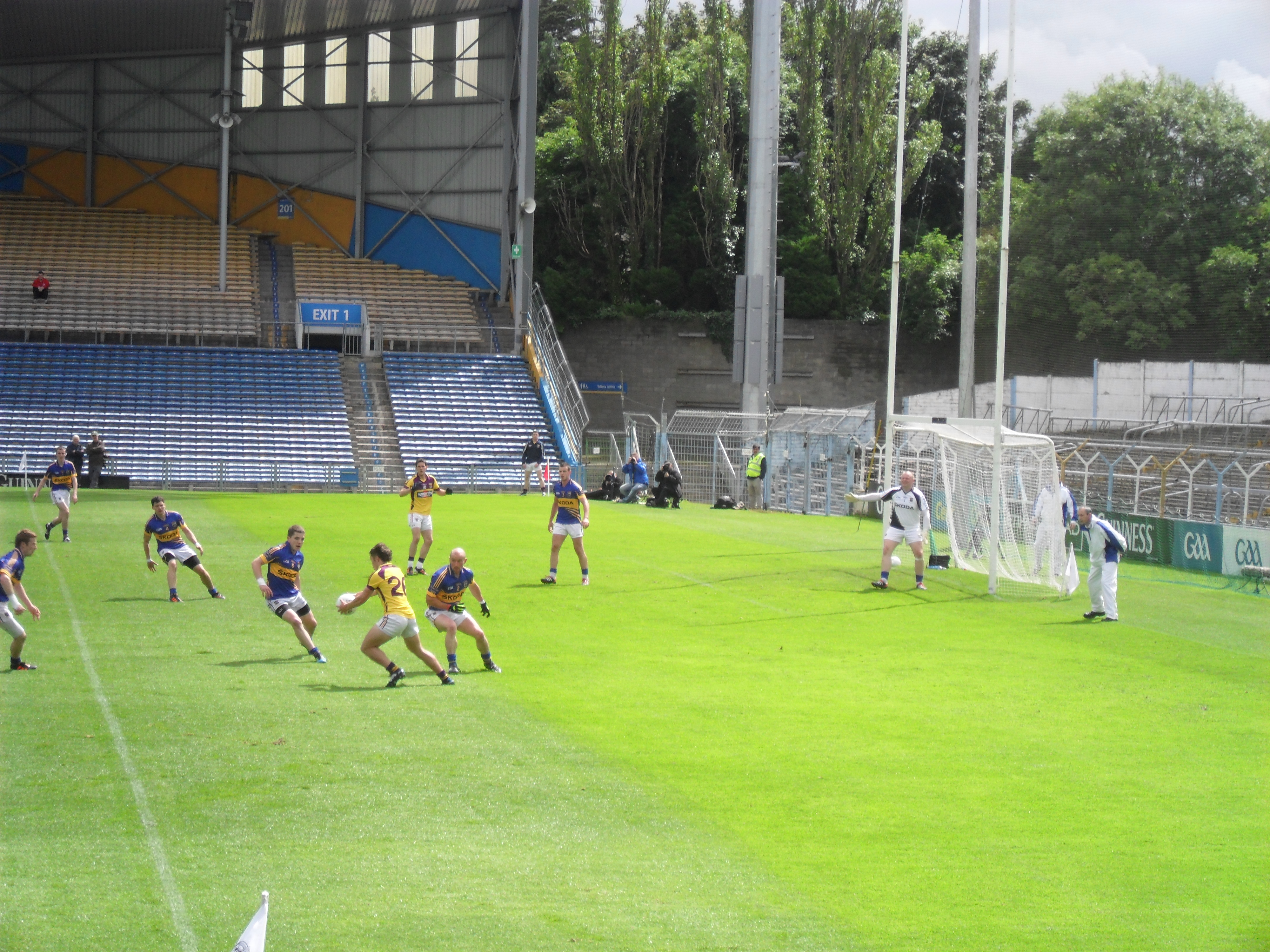

Cet article présente les faits marquants de l'année 2022 en sport.

## Principaux événements sportifs de l'année 2022

### Par dates(date de début)
- Jeux olympiques d'hiver de 2022 dans la région de Pékin en Chine.
- Championnat d'Afrique des nations de football 2022 en Algérie.
- Jeux méditerranéens de 2022 en Algérie.
- Championnat d'Europe de futsal 2022.
- Championnats du monde juniors de ski alpin 2022.
- Championnat du monde de vitesse moto 2022.
- Championnats du monde d'athlétisme 2022.
- Championnats sportifs européens 2022.
- Championnats du monde de cyclisme sur piste 2022.
- Coupe du monde de football 2022 au Qatar.

#### Janvier 2022
- 9 janvier au 6 février : Coupe d'Afrique des nations de football au Cameroun.

#### Février 2022
- 4 février : cérémonie d'ouverture des XXIVe Jeux olympiques d'hiver 2022, organisés à Pékin.
- 20 février : cérémonie de clôture des Jeux olympiques d'hiver de Pékin.

#### Mars 2022
- 2 mars : La Russie et la Biélorussie participeront aux prochains Jeux paralympiques d'hiver à Pékin malgré leur invasion de l'Ukraine. Cependant, ils seront classés comme "pays neutres"[1].
- 4 mars au 13 mars : XIIIe Jeux paralympiques d'hiver à Pékin, en Chine.
- 12 mars : Quentin Fillon Maillet remporte la Coupe du monde de biathlon.
- 19 mars : l’équipe de France de rugby à XV remporte le tournoi des Six Nations 2022 et le Grand Chelem.
- 26 mars : Début du Tournoi des Six Nations féminin 2022.

#### Avril 2022
- 30 avril : Fin du Tournoi des Six Nations féminin 2022.

#### Mai 2022
- 12 mai au 23 mai : Jeux d'Asie du Sud-Est de 2021.
- Du 22 mai au 5 juin : 121e édition du tournoi Rolland Garros.

#### Juin 2022
- Du 22 mai au 5 juin : 121e édition du tournoi Rolland Garros.
- Du 2 juin au 16 juin : Finales NBA
- Du 7 juin au 24 juillet : Ligue des nations masculine de volley-ball 2022
- 18 juin au 3 juillet : Championnats du monde de natation 2022.
- 27 juin au 10 juillet : Tournoi de Wimbledon 2022.

#### Juillet 2022
- Du 7 juin au 24 juillet : Ligue des nations masculine de volley-ball 2022
- 18 juin au 3 juillet : Championnats du monde de natation 2022.
- 27 juin au 10 juillet : Tournoi de Wimbledon 2022.
- 1er juillet au 24 juillet : 109e édition du Tour de France 2022.
- Du 6 juillet au 31 juillet : 13e édition du championnat d'Europe féminin de football 2022 en Angleterre (reporté en raison de la pandémie de Covid-19)
- Du 7 juillet au 17 juillet : 11e édition des Jeux Mondiaux de 2022 Birmingham vont se dérouler (reportée à 2022 en raison de la pandémie de Covid-19)
- Du 15 juillet au 23 juillet : Championnats du monde d'escrime 2022
- 28 juillet au 8 août : Jeux du Commonwealth de 2022.

#### Août 2022
- 28 juillet au 8 août : Jeux du Commonwealth de 2022.
- 19 août au 11 septembre : Tour d'Espagne 2022.
- 26 août au 11 septembre : Championnat du monde masculin de volley-ball 2022.
- 29 août au 11 septembre : US Open de tennis 2022.

#### Septembre 2022
- 26 août au 11 septembre : Championnat du monde masculin de volley-ball.
- 19 août au 11 septembre : Tour d'Espagne 2022.
- 29 août au 11 septembre : US Open de tennis 2022.
- 1er au 18 septembre : Championnat d'Europe de basket-ball 2022.
- 14 au 18 septembre : Championnats du monde de gymnastique rythmique 2022.
- 22 septembre au 1er octobre : 19ᵉ édition de la Coupe du monde féminine de basket-ball.
- 23 septembre au 15 octobre : 19e édition du Championnat du monde féminin de volley-ball.

#### Octobre 2022
- 22 septembre au 1er octobre : 19ᵉ édition de la Coupe du monde féminine de basket-ball.
- 23 septembre au 15 octobre : 19e édition du Championnat du monde féminin de volley-ball.
- 6 au 12 octobre : Championnats du monde de judo 2022.
- 8 octobre au 12 novembre :  Coupe du monde féminine de rugby à XV.
- 12 au 16 octobre : Championnats du monde de cyclisme sur piste 2022.
- 15 octobre au 19 novembre : 16e Coupe du monde de rugby à XIII en Angleterre.
- 21 au 29 octobre : 19e édition des Championnats du monde de pelote basque.
- 24 octobre au 6 novembre : Tournois des candidats au échec féminin.
- 29 octobre au 6 novembre : Championnats du monde de gymnastique artistique au Royaume-Uni.
- 31 octobre au 7 novembre : Masters de tennis féminin 2022.

#### Novembre 2022
- 31 octobre au 7 novembre : Masters de tennis féminin 2022.
- 29 octobre au 6 novembre : Championnats du monde de gymnastique artistique au Royaume-Uni.
- 24 octobre au 6 novembre : Tournois des candidats au échec féminin.
- 8 octobre au 12 novembre :  Coupe du monde féminine de rugby à XV.
- 15 octobre au 19 novembre : 16e Coupe du monde de rugby à XIII en Angleterre.
- 4 au 20 novembre : Championnat d'Europe féminin de handball 2022.
- 9 novembre au 4 décembre : 12e édition de la Route du Rhum, le départ a lieu de Saint-Malo.
- 9 au 19 novembre : Championnat d'Afrique des nations féminin de handball 2022.
- 13 au 20 novembre : Master de tennis 2022.
- 21 novembre au 18 décembre : 22e Édition de la coupe du monde de football au Qatar

#### Décembre 2022
- 9 novembre au 4 décembre : 12e édition de la Route du Rhum.
- 21 novembre au 18 décembre : 22e édition de la coupe du monde de football au Qatar
- du 13 décembre au 18 décembre : Championnats du monde de natation en petit bassin 2022.
- 28 décembre au 6 janvier : Tournois des quatre tremplins.
- 31 décembre au 15 janvier : Rallye Dakar 2023.

## Principaux décès
- Pelé, footballeur brésilien.
- Mino Raiola, agent de joueurs italien.
- Bill Russell, joueur de basket-ball américain.
- Patrick Tambay, pilote automobile français.
- Davide Rebellin, cycliste italien.
- Francisco Gento, footballeur espagnol.
- Nick Bollettieri, entraîneur de tennis américain.
- Fernando Chalana, footballeur portugais.
- Uwe Seeler, footballeur allemand.